# Vladimir Vasiljevič Belecki
Vladimir Vasiljevič Belecki (rusko Влади́мир Васи́льевич Беле́цкий), ruski fizik in matematik, * 2. maj 1930, Irkutsk Sovjetska zveza (sedaj Rusija), † 20. julij 2017, Moskva.
Belecki je bil strokovnjak na področju nebesne mehanike. Napisal je dela o teoriji gibanja okrog nepomične osi umetnih in naravnih nebesnih teles.
Po njem so imenovali asteroid glavnega pasu 14790 Belecki (14790 Beletskij).